# New Lothrop
New Lothrop is een plaats (village) in de Amerikaanse staat Michigan, en valt bestuurlijk gezien onder Shiawassee County.

## Demografie
Bij de volkstelling in 2000 werd het aantal inwoners vastgesteld op 603.
In 2006 is het aantal inwoners door het United States Census Bureau geschat op 596, een daling van 7 (-1,2%).

## Geografie
Volgens het United States Census Bureau beslaat de plaats een oppervlakte van
2,0 km², geheel bestaande uit land. New Lothrop ligt op ongeveer 221 m boven zeeniveau.

## Plaatsen in de nabije omgeving
De onderstaande figuur toont nabijgelegen plaatsen in een straal van 16 km rond New Lothrop.